# Friedrich Wilhelm Schepp
Friedrich Wilhelm Schepp (* 19. Juli 1807 in Dillenburg; † 1867 in Wiesbaden) war ein deutscher Jurist und Politiker.

## Leben
Schepp studierte von 1826 bis 1830 Rechtswissenschaft an den Universitäten Heidelberg und Göttingen wurde 1830 Hilfsprokurator beim Obergericht in Wiesbaden, 1832 Amtsakzessist in Nastätten, 1833 dasselbe in Herborn und seit 1837 in Wiesbaden. Noch im selben Jahr wurde er Assessor bei der nassauischen Regierung in Wiesbaden, 1841 Amtmann und Chausseeinspektor ebenda, 1842 Regierungsrat, zunächst in Langenschwalbach, seit 1848 in Idstein, später in Wiesbaden. 1848/49 war er zudem provisorischer Regierungspräsident in Wiesbaden und gleichzeitig nassauischer Bevollmächtigter bei der Provisorischen Zentralgewalt in Frankfurt am Main. Von 1849 bis 1859 war er Ministerialrat im nassauischen Innenministerium, danach Regierungsdirektor in Wiesbaden und schließlich 1865/66 Präsident des dortigen Hof- und Appellationsgerichts. 1866 wurde er wegen Widerstands gegen die preußische Annexion seines Amtes enthoben.
Vom 18. Mai 1848 bis 30. Mai 1849 war Schepp für den Wahlkreis Nassau in Nastätten Mitglied der Frankfurter Nationalversammlung in der Fraktion Casino.